# Sam Billie Bill
'Sam Billie Bill è una serie di fumetti western creata dallo sceneggiatore Roger Lécureux e dal fumettista Lucien Nortier per il settimanale giovanile Vaillant , che ha pubblicato le storie da marzo 1949 a maggio 1962. Cinque album sono stati pubblicati da Éditions Vaillant nei primi anni '60 e la versione completa è stata pubblicata da Éditions du Taupinambour tra il 2009 e il 2013.
Sam Billie Bill è un orfano cresciuto nella natura selvaggia americana da un trapper che, raggiunta l'età adulta, viaggia nel selvaggio West in difesa di tutte le giuste cause che incontra. Aiuta regolarmente i pellirossa americani.